# Atriplex pratovii
Atriplex pratovii är en amarantväxtart som beskrevs av Sukhor. Atriplex pratovii ingår i släktet fetmållor, och familjen amarantväxter. Inga underarter finns listade i Catalogue of Life.